# 熊本市立三和中学校
熊本市立三和中学校（くまもとしりつ さんわちゅうがっこう）は、熊本県熊本市西区上高橋一丁目にある公立中学校。
熊本市立の中学校学校番号は14番。6・3制実施により設立された。市町村合併により熊本市立中学校となる。

## 概要
韓国蔚山広域市の南倉中学校と姉妹校の関係にあり、交流事業を行っている。
スクールカラーは青である。
点描画がさかんで、年に1回、卒業式の際に在校生が制作している。平成22年度までは、文化祭（独鈷祭）と卒業式の年2回制作だったが、平成23年度の新学習指導要領により授業日数の関係で、卒業式の点描画は廃止になった。その後新型コロナウイルス感染症により令和2、3年度の文化祭が中止になったため、それ以降卒業式にあわせて制作されている。

## 沿革
- 1947年（昭和22年） - 飽託郡三和町立三和中学校設立
- 1948年（昭和23年） - 校章の精神 制定
- 1950年（昭和25年） - 飽託郡高橋村・城山村・池上村三和中学校組合立三和中学校に改称
- 1953年（昭和28年） - 熊本市立三和中学校と改称、校旗設定
- 1956年（昭和31年） - 校歌設定
- 1967年（昭和42年） - 旧体育館落成
- 1970年（昭和45年） - 校章の碑 建立
- 1982年（昭和57年） - 南校舎及び技術棟完成
- 1988年（昭和63年） - 創立40周年
- 1993年（平成5年） - 特別教室棟 完成
- 1995年（平成7年） - 新体育館落成
- 1997年（平成9年） - 創立50周年
- 2006年（平成18年） - 特別支援学級 設立
- 2007年（平成19年） - 創立60周年、正門改修
- 2008年（平成20年） - 和の庭完成
- 2010年（平成22年） - 韓国蔚山広域市の南倉中学校と姉妹校締結

## 歴代校長
- 1947年（昭和22年） - 初代　坂根 武敏
- 1948年（昭和23年） - 第2代 坂梨 正俊
- 1952年（昭和27年） - 第3代 米村 三網
- 1953年（昭和28年） - 第4代 森 高茂
- 1956年（昭和31年） - 第5代 宮崎 秀人
- 1958年（昭和33年） - 第6代 吉川 久
- 1960年（昭和35年） - 第7代 西村 政朝
- 1962年（昭和37年） - 第8代 松岡 惟康
- 1966年（昭和41年） - 第9代 猿渡 元義
- 1968年（昭和43年） - 第10代 村上 学
- 1972年（昭和47年） - 第11代 森川 力
- 1974年（昭和49年） - 第12代 荒川 弘
- 1976年（昭和51年） - 第13代 西林 恒英
- 1980年（昭和55年） - 第14代 金子 宏
- 1983年（昭和58年） - 第15代 下川 和幸
- 1987年（昭和62年） - 第16代 中熊 清則
- 1990年（平成2年） - 第17代 富田 成功
- 1993年（平成5年） - 第18代 田山 智晶
- 1997年（平成9年） - 第19代 松本 英隆
- 2001年（平成13年） - 第20代 西田 和子
- 2004年（平成16年） - 第21代 北原 洋文
- 2007年（平成19年） - 第22代 堤 裕
- 2010年（平成22年） - 第23代 山田 昭雄
- 2013年（平成25年） - 第24代 有江 禎裕
- 2016年（平成28年） - 第25代 永松 一政
- 2018年（平成30年） - 第26代 出﨑 友英
- 2021年（令和3年）- 第27代 加藤 哲也

## 委員会
- 四役・学級委員会
- 生活委員会
- 体育委員会
- 文化・広報委員会
- 環境・ECO委員会
- 緑化委員会
- 保健委員会
- 給食委員会
- 図書委員会

## 部活動

### 運動部
- 剣道部
- サッカー部　
  - 韓国蔚山広域市の南倉中学校との国際親善試合を行っている
- ソフトテニス部
- 卓球部
- バドミントン部
- バスケット部
- バレー部
- 野球部

### 文化部
- 放送部
- 吹奏楽部
- 美術部

## 著名な卒業生
- 豊住賢一（熊本第一信用金庫理事長）

## 学校周辺
- 熊本市営城山墓園
- 高橋稲荷神社
- 金峰山 (熊本県)
- 坪井川 (熊本県)
- 井芹川